# Sylvaine Tremblay
Sylvaine Tremblay (Chicoutimi, 1954 - 2000) est une autrice québécoise. Elle enseignait la psychologie au Cégep de Limoilou (ville de Québec). Elle a été membre fondateur du GIFRIC. Avec d’autres auteurs, elle y a créé la Clinique d’écriture de fiction du GIFRIC. Essentiellement, autrice de nouvelles, elle a fait paraître des nouvelles dans Passages, la nbj, Moebius, XYZ et Les Cahiers du cégep de Limoilou.

## Œuvre
- 1992 : Nécessaires, recueil de nouvelles[1].

## Réception critique
Bertrand Bergeron, huit ans après la parution de son unique recueil de nouvelles, estime que « dans son ensemble, l'œuvre brève, mais intense, de Sylvaine Tremblay nous fait partager ces moments privilégiés où nous découvrons que nous ne sommes pas qui nous nous imaginons être, que nous nous trouvons ailleurs que là où nous avions la certitude de nous trouver... ».